# Tony Roche
Anthony "Tony" Dalton Roche (Wagga Wagga, 17 de Maio de 1945) é um ex-tenista profissional australiano.

## Grand Slam finais

### Simples: 6 (1 título, 5 vices)
| Posição        | Ano  | Campeonato    | Piso   | Oponente      | Placar             |
| Vice           | 1965 | Roland Garros | Saibro | Fred Stolle   | 6–3, 0–6, 2–6, 3–6 |
| Campeão        | 1966 | Roland Garros | Saibro | István Gulyás | 6–1, 6–4, 7–5      |
| Vice           | 1967 | Roland Garros | Saibro | Roy Emerson   | 1–6, 4–6, 6–2, 2–6 |
| ↓ Era Aberta ↓ |      |               |        |               |                    |
| Vice           | 1968 | Wimbledon     | Grama  | Rod Laver     | 3–6, 4–6, 2–6      |
| Vice           | 1969 | US Open       | Grama  | Rod Laver     | 9–7, 1–6, 2–6, 2–6 |
| Vice           | 1970 | US Open       | Grama  | Ken Rosewall  | 6–2, 4–6, 6–7, 3–6 |

### Duplas: 15 (13 títulos, 2 vices)
| Posição        | Ano  | Campeonato                    | Piso   | Parceiro      | Oponente                         | Placar                      |
| Vice           | 1964 | Roland Garros                 | Saibro | John Newcombe | Roy Emerson Ken Fletcher         | 5–7, 3–6, 6–3, 5–7          |
| Campeão        | 1965 | Australian Open               | Grama  | John Newcombe | Roy Emerson Fred Stolle          | 3–6, 4–6, 13–11, 6–3, 6–4   |
| Campeão        | 1965 | Wimbledon                     | Grama  | John Newcombe | Ken Fletcher Bob Hewitt          | 7–5, 6–3, 6–4               |
| Vice           | 1966 | Australian Open (2)           | Grama  | John Newcombe | Roy Emerson Fred Stolle          | 9–7, 3–6, 8–6, 12–14, 10–12 |
| Campeão        | 1967 | Australian Open (2)           | Grama  | John Newcombe | Bill Bowrey Owen Davidson        | 3–6, 6–3, 7–5, 6–8, 8–6     |
| Campeão        | 1967 | Roland Garros                 | Saibro | John Newcombe | Roy Emerson Ken Fletcher         | 6–3, 9–7, 12–10             |
| Campeão        | 1967 | US Open                       | Grama  | John Newcombe | Bill Bowrey Owen Davidson        | 6–8, 9–7, 6–3, 6–3          |
| ↓ Era Aberta ↓ |      |                               |        |               |                                  |                             |
| Campeão        | 1968 | Wimbledon (2)                 | Grama  | John Newcombe | Ken Fletcher Ken Rosewall        | 3–6, 8–6, 5–7, 14–12, 6–3   |
| Campeão        | 1969 | Roland Garros (2)             | Saibro | John Newcombe | Roy Emerson Rod Laver            | 4–6, 6–1, 3–6, 6–4, 6–4     |
| Campeão        | 1969 | Wimbledon (3)                 | Grama  | John Newcombe | Tom Okker Marty Riessen          | 7–5, 11–9, 6–3              |
| Campeão        | 1970 | Wimbledon (4)                 | Grama  | John Newcombe | Ken Rosewall Fred Stolle         | 10–8, 6–3, 6–1              |
| Campeão        | 1971 | Australian Open (3)           | Grama  | John Newcombe | Tom Okker Marty Riessen          | 6–2, 7–6                    |
| Campeão        | 1974 | Wimbledon (5)                 | Grama  | John Newcombe | Robert Lutz Stan Smith           | 8–6, 6–4, 6–4               |
| Campeão        | 1976 | Australian Open (4)           | Grama  | John Newcombe | Ross Case Geoff Masters          | 7–6, 6–4                    |
| Campeão        | 1977 | Australian Open (Janeiro) (5) | Grama  | Arthur Ashe   | Charlie Pasarell Erik Van Dillen | 6–4, 6–4                    |

### Duplas Mistas: 5 (2 títulos, 3 vices)
| Posição        | Ano  | Campeonato      | Piso  | Parceira       | Oponentes                     | Placar        |
| Vice           | 1965 | Wimbledon       | Grama | Judy Tegart    | Margaret Smith Ken Fletcher   | 10–12, 3–6    |
| Campeão        | 1966 | Australian Open | Grama | Judy Tegart    | Robyn Ebbern William Bowrey   | 6–1, 6–3      |
| Vice           | 1967 | Australian Open | Grama | Judy Tegart    | Lesley Turner Owen Davidson   | 7–9, 4–6      |
| ↓ Era Aberta ↓ |      |                 |       |                |                               |               |
| Vice           | 1969 | Wimbledon (2)   | Grama | Judy Tegart    | Ann Haydon Fred Stolle        | 2–6, 3–6      |
| Campeão        | 1976 | Wimbledon       | Grama | Françoise Dürr | Rosemary Casals Dick Stockton | 6–3, 2–6, 7–5 |